# Michael Bublé
Michael Steven Bublé (* 9. září 1975 Burnaby, Britská Kolumbie) je kanadský zpěvák a herec, který vyhrál několik cen jako např. třikrát cenu Grammy a vícekrát získal cenu Juno Award. Narodil se jako nejstarší dítě a jediný syn svých rodičů italsko-chorvatského původu.
Bublé slavil celosvětový komerční úspěch v roce 2005 s albem It's Time a jeho album z roku 2007, Call Me Irresponsible, byl úspěch ještě větší. Bublé dosud celosvětově prodal více než 20 milionů desek.
Dne 28. srpna 2013 se mu narodil syn Noah. V lednu 2016 se narodil druhý syn Elias.
V listopadu 2016 Bublé s manželkou oznámili, že jejich tříletému synovi Noahovi byla diagnostikována rakovina jater a podrobí se chemoterapii. Na jaře 2017 pár oznámil, že léčba byla úspěšná a Noah je v současnosti zcela bez příznaků rakoviny.

## Filmografie
- 1993: Akta X
- 1996: Výprava smrti
- 2000: Karaoke
- 2001: Totally Blonde
- 2003: Ve stínu lovce
- 2004: Las Vegas: Kasino – Úlovek dne

## Diskografie

### Studiová alba
- Michael Bublé (2003)
- It's Time (2005)
- Call Me Irresponsible (2007)
- Crazy Love (2009)
- Christmas (2011)
- To Be Loved (2013)
- Nobody but Me (2016)
- Love (2018)
- Higher (2022)

### Live alba
- Come Fly with Me (2004)
- Caught in the Act (2005)
- Michael Bublé Meets Madison Square Garden (2009)

### Ostatní alba
- First Dance (1995)
- Babalu (2001)
- Dream (2002)
- Totally Bublé (2003)

## Ocenění a nominace
| Rok  | Cena                        | Kategorie                                                                                     | Výsledek  |
| ---- | --------------------------- | --------------------------------------------------------------------------------------------- | --------- |
| 2001 | Genie                       | Best Achievement in Music – Original Song – "I've Never Been in Love Before"                  | nominace  |
| 2001 | Genie                       | Best Achievement in Music – Original Song – "Dumb ol' Heart"                                  | nominace  |
| 2004 | Juno                        | Best New Artist                                                                               | vítězství |
| 2004 | Juno                        | Album of the Year – Michael Bublé                                                             | nominace  |
| 2005 | World Music Award           | World's Best Selling Artist/Canada                                                            | vítězství |
| 2005 | World Music Award           | World's Best Selling Male Pop Artist                                                          | nominace  |
| 2006 | Juno                        | Pop Album of the Year – It's Time                                                             | vítězství |
| 2006 | Juno                        | Single of the Year – "Home"                                                                   | vítězství |
| 2006 | Juno                        | Album of the Year – It's Time                                                                 | vítězství |
| 2006 | Juno                        | Artist of the Year                                                                            | vítězství |
| 2006 | Juno                        | Juno Fan Choice Award                                                                         | nominace  |
| 2006 | ECHO                        | Jazz Production of the Year – It's Time                                                       | vítězství |
| 2006 | ECHO                        | International Newcomer of the Year – It's Time                                                | nominace  |
| 2006 | Grammy                      | Best Traditional Pop Vocal Album – It's Time                                                  | nominace  |
| 2006 | MuchMusic Video Awards      | MuchMoreMusic Award – "Save the Last Dance for Me"                                            | vítězství |
| 2006 | MuchMusic Video Awards      | MuchMoreMusic Award – "Home"                                                                  | nominace  |
| 2006 | American Music Awards       | Favorite Adult Contemporary Artist                                                            | nominace  |
| 2007 | National Jazz Awards        | Male Vocalist of the Year                                                                     | vítězství |
| 2007 | MuchMusic Video Awards      | MuchMoreMusic Award – "Everything"                                                            | vítězství |
| 2007 | Gemini                      | Best Performance or Host in a Variety Program or Series – "How About You?" (with Lou Pomanti) | nominace  |
| 2007 | Grammy                      | Best Traditional Pop Vocal Album – Caught in the Act                                          | nominace  |
| 2007 | People's Choice Awards      | Favorite Remake – "Save the Last Dance for Me"                                                | nominace  |
| 2007 | Juno                        | Juno Fan Choice Award                                                                         | nominace  |
| 2008 | ECHO                        | International Pop/Rock Male Artist of the Year – Call Me Irresponsible                        | nominace  |
| 2008 | BRIT                        | International Male Solo Artist                                                                | nominace  |
| 2008 | Grammy                      | Best Traditional Pop Vocal Album – Call me Irresponsible                                      | vítězství |
| 2008 | Grammy                      | Best Male Pop Vocal Performance – "Everything"                                                | nominace  |
| 2008 | Juno                        | Artist of the Year                                                                            | nominace  |
| 2008 | Juno                        | Album of the Year – Call Me Irresponsible                                                     | nominace  |
| 2008 | Juno                        | Pop Album of the Year – Call Me Irresponsible                                                 | nominace  |
| 2008 | Juno                        | Single of the Year – "Everything"                                                             | nominace  |
| 2008 | Juno                        | Juno Fan Choice Award                                                                         | vítězství |
| 2008 | Canadian Smooth Jazz Awards | Best Male Vocalist                                                                            | vítězství |
| 2008 | Canadian Smooth Jazz Awards | Best Original Composition – "Everything"                                                      | vítězství |
| 2009 | Juno                        | Single of the Year – "Lost"                                                                   | nominace  |
| 2010 | Grammy                      | Best Traditional Pop Vocal Album – Michael Bublé Meets Madison Square Garden                  | vítězství |
| 2010 | BRIT                        | International Male Solo Artist                                                                | nominace  |
| 2010 | Meteor Awards               | International Male Solo Artist                                                                | vítězství |
| 2010 | Juno                        | Pop Album of the Year – Crazy Love                                                            | vítězství |
| 2010 | Juno                        | Single of the Year – "Haven't Met You Yet"                                                    | vítězství |
| 2010 | Juno                        | Album of the Year – Crazy Love                                                                | vítězství |
| 2010 | Juno                        | Juno Fan Choice Award                                                                         | vítězství |
| 2010 | Juno                        | Artist of the Year                                                                            | nominace  |
| 2010 | Juno                        | Songwriter of the Year                                                                        | nominace  |
| 2010 | American Music Awards       | Favorite Adult Contemporary Artist                                                            | vítězství |
| 2011 | Grammy                      | Best Traditional Pop Vocal Album – Crazy Love                                                 | vítězství |
| 2011 | Grammy                      | Best Male Pop Vocal Performance – "Haven't Met You Yet"                                       | nominace  |
| 2011 | Juno                        | Juno Fan Choice Award                                                                         | nominace  |